# Bandiera della Vittoria

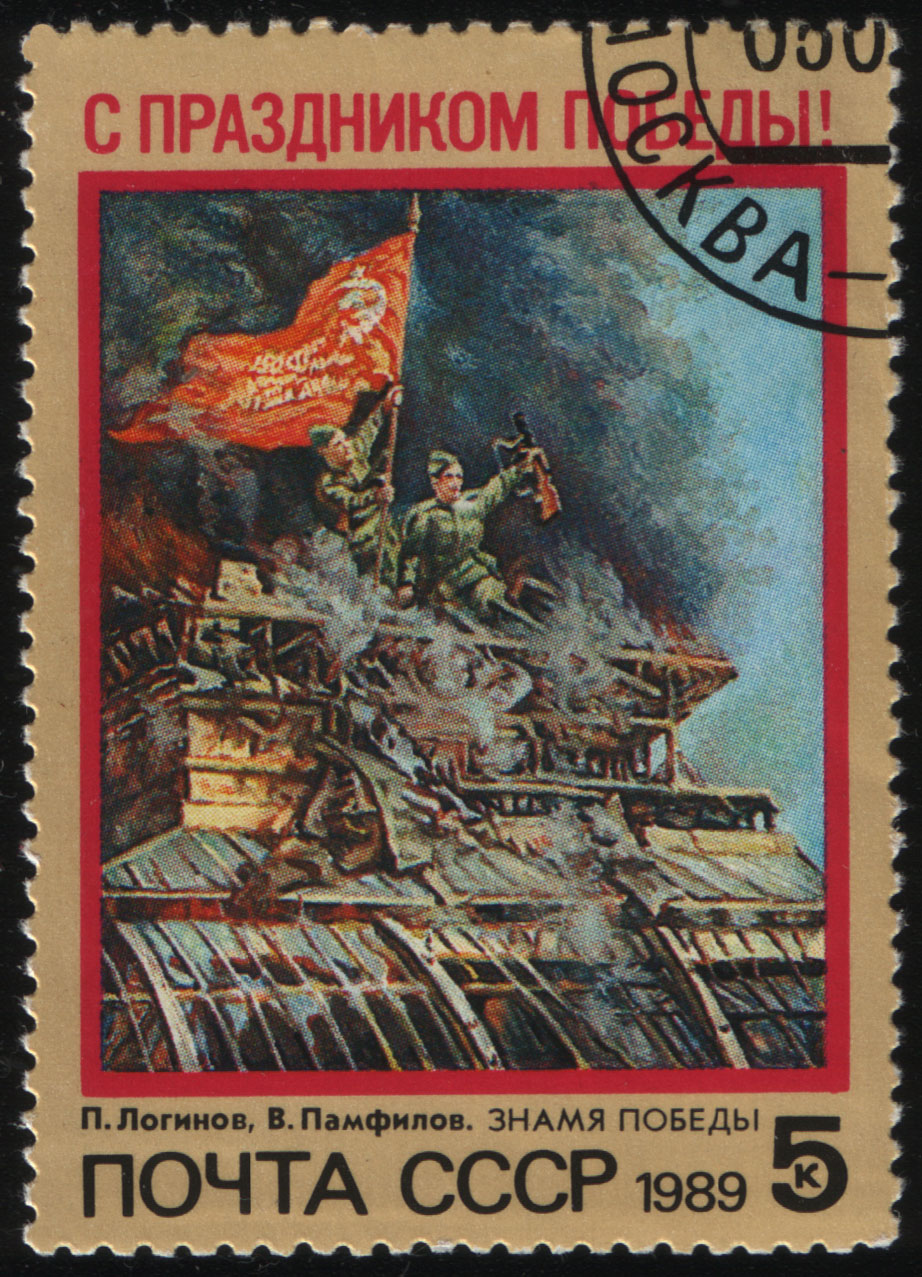
Francobollo commemorativo sovietico del 1989

La Bandiera della Vittoria (in russo: Знамя Победы, Známja Pobédy?) è il vessillo alzato sul Reichstag di Berlino dai soldati dell'Armata Rossa, alle prime ore del mattino del 1º maggio del 1945, poco dopo il suicidio di Adolf Hitler nel suo rifugio sotterraneo. Ad issarla, secondo la tradizione, furono i sergenti Michail Egorov e Meliton Kantaria, anche se nel rapporto ufficiale dell'Armata Rossa, redatto due mesi dopo la fine della guerra, venne menzionato un terzo soldato: il tenente Aleksej Prokóf’evič Berest (nato a Gorjajstovka, nell'oblast' di Sumy).
Da allora, quella stessa bandiera, tessuta sotto i combattimenti, è divenuta il simbolo ufficiale della vittoria del popolo sovietico contro la Germania nazista durante la seconda guerra mondiale. È anche considerata uno dei tesori nazionali di Russia. Questa bandiera non fu l'unica a essere issata sul Reichstag, ma è stata l'unica a esserne presa come simbolo. Il testo riportato sul drappo recita, in cirillico:
Кутузова II ст.

идрицк. див.

79 С.К. 3 У.А. 1 Б.Ф.»
Kutuzov di II classe

Idrickaja

79º Corpo fucilieri, 3ª Armata d'assalto, 1º Fronte bielorusso»
Una legge della Federazione Russa stabilisce che la Bandiera della Vittoria dovrà essere conservata per sempre in un posto sicuro e accessibile al pubblico e che dovrà essere impiegata ogni 9 maggio durante le celebrazioni per il Giorno della Vittoria.

## Storia
Nell'aprile del 1945, l'Armata Rossa aveva circondato Berlino e la 3ª Armata d'assalto del 1° Fronte bielorusso era stata la prima a raggiungere il palazzo del Reichstag. Aderendo all'ordine di Stalin, che nell'ottobre del 1944, aveva proclamato che la missione finale dell'Armata Rossa sarebbe stata quella di portare, insieme agli eserciti alleati, alla disfatta totale l'esercito nazista e di issare la Bandiera della vittoria su Berlino, e su suggerimento di Fëdor Lisicyn, capo del dipartimento politico della stessa 3ª Armata, vennero creati nove vessilli rossi da issare sul Reichstag, ognuno per ciascuna delle divisioni dell'armata. Le bandiere vennero cucite a mano utilizzando semplici tele scarlatte delle dimensioni della bandiera ufficiale dell'Unione Sovietica. La prima divisione che avesse raggiunto l'edificio del Reichstag avrebbe issato la propria bandiera su di esso. Per assicurare che almeno una delle bandiere issata sul tetto potesse sopravvivere e annunciare la vittoria dell’Armata Rossa, diversi gruppi di soldati russi avanzarono verso l’edificio combattendo e portando con sé le bandiere.
Il 30 aprile, l'esercito sovietico iniziò l'attacco al palazzo del Reichstag e alla sera gran parte dell'edificio era passato sotto controllo sovietico. Quella notte almeno quattro stendardi furono installati sopra l'edificio, ma sopravvisse solo quello issato nelle prime ore del 1º maggio dal tenente Aleksej Berest, dal sergente Michail Egorov e dal sergente Meliton Kantaria, appartenenti al 1º battaglione della 150ª divisione, sul cornicione nella parte orientale del tetto. La mattina del 2 maggio, mentre l’edificio era ancora parzialmente controllato dai tedeschi, Egorov, Kantaria e il colonnello Fëdor Matveevič Zinčenko risalirono sul tetto per fissare lo stendardo più in alto.
Alcuni giorni dopo, la Bandiera della vittoria fu rimossa dal Reichstag e fu trasportata a Mosca, però non venne portata in sfilata durante la parata della vittoria del 24 giugno 1945. Infatti, Stepan Neustroev (comandante del 1º battaglione della 150ª divisione), Meliton Kantaria, Mikhail Egorov e Aleksej Berest, che erano stati invitati a prendere parte alla cerimonia per sfilare con la bandiera, a causa delle numerose ferite subite avevano problemi a marciare correttamente, per cui venne deciso di non mostrare la bandiera durante la sfilata. Solo in occasione del 20º anniversario della vittoria, il 9 maggio 1965, la bandiera originale venne mostrata in pubblico, portata da Mikhail Egorov, Meliton Kantaria e dal colonnello Konstantin Jakovlevič Samsonov, che aveva partcipato all'assalto al palazzo del Reichstag.
Nel rapporto ufficiale dell'Armata Rossa, datato 2 luglio 1945, si poteva leggere:
La Bandiera originale è oggi custodita nel seminterrato del Museo centrale delle forze armate di Mosca, mentre in una teca di vetro è esposta al pubblico una copia.

## Nella repubbliche di Doneck e di Lugansk

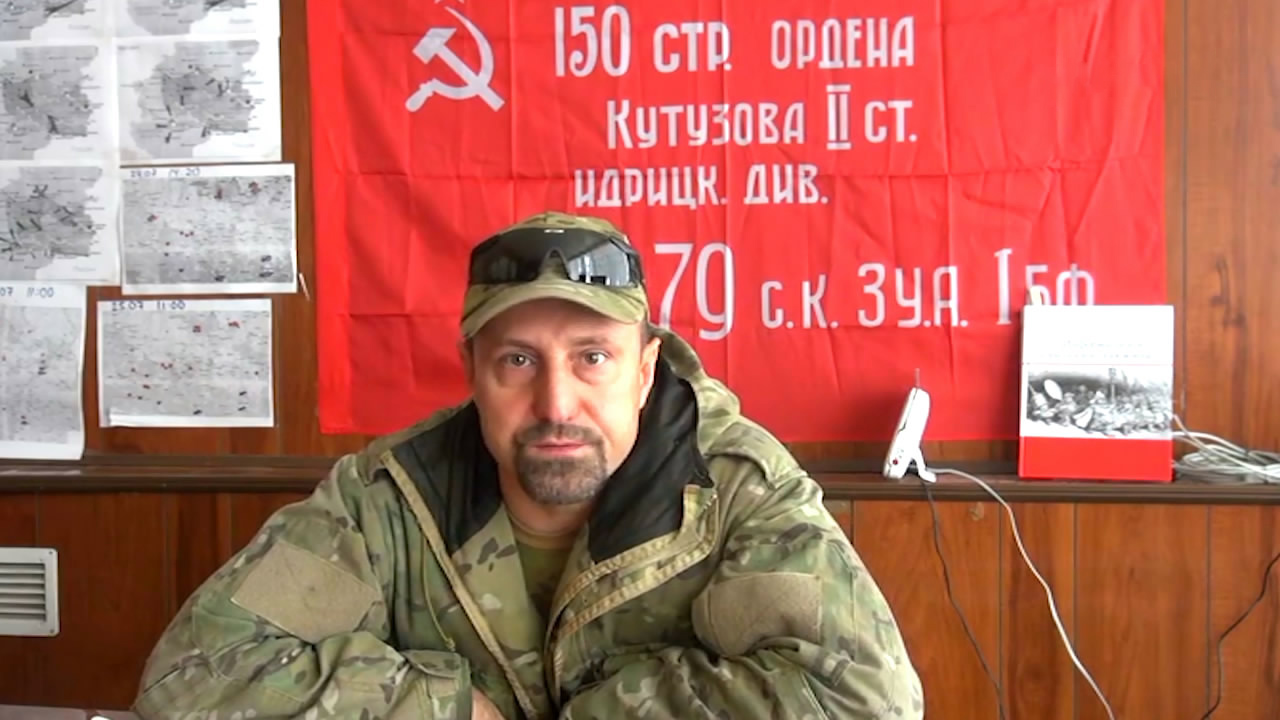
Comandante Alexander Khodakovsky della RPD

La bandiera della Vittoria è il simbolo ufficiale della Repubblica Popolare di Doneck (RPD). Nelle parate durante il Giorno della Vittoria a Donec'k, capitale della RPD, la Bandiera della Vittoria viene mostrata insieme alla bandiera nazionale.
Nelle parate del Giorno della Vittoria nella Repubblica Popolare di Lugansk (RPL), che si svolgono nella capitale Luhans'k, la Bandiera della Vittoria viene mostrata insieme alla bandiera nazionale.

## La versione di El'cin della Bandiera della Vittoria

Bandiera adottata da Boris El'cin approvata per decreto presidenziale nel 1996 e in uso sino al 2007, fu quella delle Forze terrestri russe

Ci fu una variante della bandiera dell'Unione Sovietica, senza la falce e martello, alla quale il presidente Boris El'cin diede uno status simile a quello della bandiera nazionale, il 5 aprile del 1996. Il presidente Vladimir Putin adottò inizialmente anche questa versione come quella ufficiale dell'Esercito russo. Questa bandiera fu chiamata Bandiera della Vittoria, con lo stesso nome di quella issata sul Reichstag.
Oggi questa variante non è più un simbolo ufficiale. La bandiera delle forze armate di terra è stata cambiata nuovamente con quella senza stella dell'era sovietica.